# Jake Horowitz
Jake Horowitz (* in New York) ist ein US-amerikanischer Theater- und Filmschauspieler.

## Leben
Jake Horowitz wurde im New Yorker Stadtteil Brooklyn geboren. In seiner Karriere als Theaterschauspieler war er vor allem in Rollen in Shakespeare-Stücken zu sehen. So spielte er in A Midsummer Night's Dream am Theatre for a New Audience / Polonsky Shakespeare Center, Brooklyn Lysander, während Zach Appelman seinen Gegenpart Demetrius spielte. Zu der Vorführung entstand auch eine Verfilmung.
In dem Mystery-Science-Fiction-Thriller Die Weite der Nacht von Andrew Patterson, der Ende Mai 2020 in das Programm von Amazon Prime Video aufgenommen wurde, spielt er in einer der beiden Hauptrollen einen Radiomoderator, der in seiner Sendung der Herkunft eines seltsamen, akustischen Phänomens nachgeht. In dem Filmdrama Adam Bloom von Noah David Smith, der Anfang April 2020 als Video-on-Demand veröffentlicht wurde, ist Horowitz in der Titelrolle als junger Fotograf zu sehen. In dem Horrorfilm Castle Freak von Tate Steinsiek erhielt Horowitz ebenfalls die Hauptrolle, in dem Nunsploitation-Horrorfilm Agnes von Mickey Reece die männliche Hauptrolle von Benjamin.
Horowitz ist auch in Pattersons zweitem Film The Rivals of Amziah King neben bekannten Schauspielern wie Matthew McConaughey, Kurt Russell, Cole Sprouse, Owen Teague, Tony Revolori und Rob Morgan zu sehen.

## Filmografie
- 2012: Murt Ramirez Wants to Kick My Ass
- 2014: A Midsummer Night's Dream
- 2019: Die Weite der Nacht (The Vast of Night)
- 2020: Adam Bloom
- 2020: Castle Freak
- 2021: The Daphne Project
- 2021: Agnes
- 2022: Bones and All
- 2022: The Terror Room (Shut In)
- 2023: Hide and Seek (Kurzfilm)
- 2025: The Rivals of Amziah King

## Theaterarbeiten (Auswahl)
- 2014: A Midsummer Night's Dream, Theatre for a New Audience /  Polonsky Shakespeare Center, Brooklyn (Rolle Lysander)
- 2016: Romeo and Juliet, Dallas Theater Center /  Kalita Humphreys Theater, Dallas (Rolle Romeo)
- 2017: King Richard II, Regie: Erica Schmidt, Lowell Davies Festival Theatre, San Diego (als Duke of Aumerle)[5][6]

## Auszeichnungen
Critics’ Choice Super Award
- 2021: Nominierung als Bester Schauspieler in einem Science-Fiction/Fantasy-Film (Die Weite der Nacht)[7]